# ソヴェリーア・シーメリ
ソヴェリーア・シーメリ（イタリア語: Soveria Simeri）は、イタリア共和国カラブリア州カタンザーロ県にある、人口約1,500人の基礎自治体（コムーネ）。

## 地理

### 位置・広がり

#### 隣接コムーネ
隣接するコムーネは以下の通り。
- セッリーア
- セッリーア・マリーナ
- シーメリ・クリーキ
- ザガリーゼ